# هفت باب
هفت باب أوالفصول السبعة هي واحدة من أهم الآثار الأدبية للفرع النزاري من الإسماعيلية من فترة ما بعد ألموت المبكرة. وقد كتبها أبو إسحاق إبراهيم من قوهستان، أحد المراكز المهمة للإسماعيلية في شرق بلاد فارس. لمدة قرنين تقريبًا بعد أن دمَّر المغول الدولة النزارية الإسماعيلية في ألموت عام 1256 م، ظلت الدعوة النزارية غير نشطة لأن الأئمة كانوا مُغيَّبين. ومع ذلك، منذ منتصف القرن الخامس عشر الميلادي، عاد أئمة نزارية القاسمية إلى الظهور وأثبتوا وجودهم في أنجدان، مما ألهم تقليدًا غنيًا من النشاط الأدبي. ربما يكون كتاب هفت باب الذي كُتب في بداية القرن السادس عشر الميلادي، أحد أقدم الرسائل العقائدية المكتوبة باللغة الفارسية من هذه الفترة الأنجدية. 

## المحتويات
يبدأ المؤلف بسرد رحلة بحثه عن الحقيقة الدينية وكيف وجدها فيما يسمى الآن بالإسماعيلية. ثم يأتي بعد ذلك الرد على الفرق الأخرى غير الإسماعيلية. وفي رده، استهدف قوهستاني بشكل خاص أولئك الذين لا يؤمنون بالأنبياء، وأولئك المسلمين الذين لا يقبلون سلسلة الإمامة التي ترجع إلى صهر النبي محمد، الإمام علي. كما يرد على فروع أخرى من الشيعة، ثم يزعم القوهستاني أن الوجود المستمر للإمام في الجماعة الإسماعيلية يثبت أنهم يمتلكون الحقيقة. ويستشهد بحديث مشهور للنبي محمد، فيزعم أن الإسماعيليين هم ذلك الفرع من بين الفرق الثلاثة والسبعين التي يرويها الحديث، والذي سوف ينجو. وفي وقت لاحق، يناقش قوهستاني عدة مواضيع حول مفهوم الإمامة وممارستها. في خطوة تحاول حماية السلطة المعصومة للإمام البشري الذي يُحتمل أن يكون عرضة للخطأ، يزعم قوهستاني أن المؤمنين يجب أن يركزوا أكثر على العقائد التي يشرحها الإمام بدلًا من أفعاله، والتي من المرجح أن تكون قابلة للخطأ. ويعدد أيضاً الأئمة إلى عصره. ويتبع قوهستاني هذا بفصل عن دور النبي وخليفته (الوصي)؛ ويركز بشكل خاص على الشريعة الموحاة وتفسيرها المجازي.

## هفت بابي بابا سيدنا
في الفصلين التاليين (الخامس والسادس)، يتبع القوهستاني عن كثب كتابًا سابقًا لمؤلف لم يُذكر اسمه في أيام أمراء ألموت. وقد نُسب هذا الكتاب السابق لاحقًا إلى الحسن الصباح (الذي يُطلق عليه الإسماعيليون اسم بابا سيدنا، ولذلك يُعرف هذا الكتاب شعبيًا باسم هفت بابي بابا سيدنا ، أي الفصول السبعة من مولانا. ولا يتبع القوهستاني حجج هذا العمل السابق فحسب، بل يبدو أنه يتبعه أسلوبيًا في بعض الأحيان. يزعم مؤلف كتاب هفت بابي بابا سيدنا أن الطوائف الإسلامية الأخرى لا يمكنها بأي حال من الأحوال الهروب من فخ التشبيه أو فخ التعطيل [الإنجليزية] (إنكار صفات الله). الحل الوحيد وفقًا لكتاب هفت باب بابا سيدنا، والذي يتبعه القوهستاني عن كثب، يكمن في العقيدة الإسماعيلية (النزارية) التي تقول إن الألوهية تتجلى في الإمام. وبعد أن حسم القوهستاني هذا الادعاء، وصف مشهد القيامة [الإنجليزية] الذي شهد إعلان التوحيد النزاري الجديد في عام 1164 م ثم - وبعيدًا عن أسلوب وحجج هفت بابي بابا سيدنا - أعاد قوهستاني تصور علم الآخرة في مصدره وفصّل تقدم المؤمنين في مختلف درجات الدعوة. وأخيرًا، في الفصل الأخير، يتناول قوهستاني التأويل للممارسات الإسلامية وعدد من الآيات القرآنية.

## عن المؤلف
إن القليل المعروف عن أبي إسحاق قوهستاني يأتي من عمله الوحيد الباقي، هفت باب، وبعض المؤرخين الفرس الذين جاءوا في وقت لاحق. ممَّا تُشير إليه هذه المصادر، كان أن قوهستاني مؤلف وداعٍ إسماعيلي نزاري بارز، عاش في النصف الثاني من القرن الخامس عشر الميلادي وتُوفي بعد عام 1498 ميلاديًا بقليل، وُلد في قوهستان - الاسم الوسيط لخراسان - إلى الشرق من بيرجند، في منطقة مؤمن آباد. ومن المرجح أنه قضى معظم حياته في ذلك الجزء من بلاد فارس. وُلِد قوهستاني في عائلة غير إسماعيلية وتحول إلى الإسماعيلية في شبابه بسبب تأثير أحد الدعاة المحليين، وكان إما من خلفية سنية أو شيعية جعفرية. وفي نهاية المطاف، ارتقى إلى منصب في الدعوة للنزاريين القهستانيين. كان قوهستاني أيضًا معاصرًا للإمام القاسم شاهي النزاري الرابع والثلاثين، المستنصر بالله الثالث (ت. 1498)، الذي لا يزال ضريحه سليمًا في قرية أنجودان في وسط بلاد فارس؛ وهو تقليد معروف في إيران وتركيا، حيث تُحفظ القبور وتُعتبر جزءًا من التراث الثقافي المحلي، على عكس معظم الدول العربية المجاورة.